# Gamma Ethniki
Die Gamma Ethniki Katigoria (griechisch Γάμμα Εθνική Κατηγορία, gekürzt oft Γ' Εθνική) ist die dritthöchste Spielklasse im griechischen Fußball.

## Geschichte
Von 1965 bis 1982 war die Liga eine Amateurmeisterschaft und wurde 1983 in eine professionelle Meisterschaft als Gamma Ethniki umgewandelt. Von der Saison 2010/11 bis 2012/13 hieß sie Football League 2 (voller Name: ΟΠΑΠ Football League 2, deutsch: OPAP Fußball-Liga 2). Von 2013/14 bis 2018/19 wurde die Liga mit der damals viertklassigen Delta Ethniki zusammengelegt und erneut in Gamma Ethniki umbenannt.
Bis zur Umstrukturierung 2019 war sie die dritte Liga und wurde dann zur vierten Liga. Sie war der Football League untergeordnet. Nach dessen Abschaffung 2021 wurde sie wieder zur dritten Liga.

## Modus
In der Saison 2019/20 waren 106 Mannschaften vertreten, die nach geografischen Kriterien in 8 Gruppen aufgeteilt waren. Ein Jahr später stieg die Teilnehmerzahl auf 136. Diese wurden in 10 Gruppen mit unterschiedlicher Anzahl an Vereinen eingeteilt. Die Gruppensieger spielen am Saisonende in zwei Play-off-Gruppen, wobei der jeweilige Gruppensieger in die Football League aufsteigt. Die Teams, die Platz neun oder schlechter abschließen steigen ab.